# Fleurey-sur-Ouche
Fleurey-sur-Ouche település Franciaországban, Côte-d’Or megyében. Lakosainak száma 1498 fő (2022. január 1.). Fleurey-sur-Ouche Lantenay, Urcy, Arcey, Sainte-Marie-sur-Ouche, Velars-sur-Ouche, Ancey, Flavignerot, Mâlain és Valforêt községekkel határos.

## Népesség
A település népességének változása:
| Lakosok száma | 593  | 879  | 1079 | 1188 | 1206 | 1225 | 1326 | 1402 | 1442 | 1498 |
|               | 1968 | 1982 | 1990 | 2006 | 2013 | 2015 | 2017 | 2019 | 2020 | 2022 |